# Neferites II
Neferites II (? — 380 a.C.) tornou-se faraó do Egito em 380 a.C., após a morte de seu pai Hakor. Foi o último faraó da XXIX dinastia egípcia. Foi deposto e morto por Nectanebo I após reger o Egito somente quatro meses.